# Natalie Porter
Natalie Porter (16 de dezembro de 1980) é uma basquetebolista profissional australiana, medalhista olímpica.

## Carreira
Natalie Porter integrou a Seleção Australiana de Basquetebol Feminino, em Atenas 2004, conquistando a medalha de prata.